# Џесика Мускат
Џесика Мускат (енг. Jessika Muscat, 27. фебруар 1989) је малтешка певачица и глумица, позната под уметничким именом Jessika.

## Каријера
Џесика Мускат је рођена 27. фебруара 1989. године у туристичком месту Моста, на Малти. На сцени се појавила 2004. године када је хтела да представља Малту на Дечјој Песми Евровизије 2004. са песмом Precious Time. Била је 16. на националном избору. 2008. године на фестивалу Malta Song for Europe, помоћу којег се бирао представник Малте за Песму Евровизије 2008. је наступала са песмом Tangled, али се није пласирала у финале. Исте године издала је песму Sweet Temptation, заузевши друго место на Malta Hit Song Фестивалу.
2009. је поново учествовала на малтешком националном избору за Песму Евровизије али са песмом Smoke-screen. 2010. учествовала је са песмом Fake. 2011. је на националном избору наступала са песмом Down Down Down и са њом се први пут пласирала у финале у којем је била петнаеста. 2012. се враћа са песмом Dance Romance и не пролази у финале. 2013. се пријавила са песмом Ultraviolet и била је осма у финалу, као и 2014. године са песмом Hypnotica. 2015. године се пријављује са песмом Fandango и завршава на деветом месту. 2016. пут девети пут се такмичила на малтешком националном избору за Песму Евровизије са песмом The Flame и са њом завршава седма у финалу. 2017. године је на национални избор пријавила 3 песме Edge of Tomorrow, Immortal и Let There Be Light, али ниједна није прошла на такмичење.
У 2018. години пријавила се на национални избор за песму Сан Марина на Песми Евровизије 2018. са песмом Who We Are. У почетку је требала наступати са Иролом, међутим он је одустао од свог реп дела у песми, па је на такмичењу песма изведена са Џенифер Бренинг. Победиле су на националном избору и отишле су на Песму Евровизије 2018. у Лисабон. Наступиле су у другом полуфиналу из којег нису прошле у финале. Биле су седамнаесте у полуфиналу са 28 бодова.
Џесика Мускат је такође глумила Ему, у малтешкој сапуници Ħbieb u Għedewwa.